# Philodendron cotonense
Philodendron cotonense är en kallaväxtart som beskrevs av Thomas Bernard Croat och Michael Howard Grayum. Philodendron cotonense ingår i släktet Philodendron och familjen kallaväxter. Inga underarter finns listade.